# Göta Elf-katastrofen
Göta Elf-katastrofen är en svensk kortfilm från 1908 med foto och produktion av Charles Magnusson. Filmen var en aktualitetsfilm och visade bilder från förlisningen av kanalbåten Göta Elf.

### Fotnoter
1. ↑  ”Göta Elf-katastrofen”. Svensk Filmdatabas. http://sfi.se/sv/svensk-filmdatabas/Item/?type=MOVIE&itemid=3206&ref=%2ftemplates%2fSwedishFilmSearchResult.aspx%3fid%3d1225%26epslanguage%3dsv%26searchword%3dg%C3%B6ta+elf%26type%3dMovieTitle%26match%3dBegin%26page%3d1%26prom%3dFalse. Läst 8 april 2013.